# I. Kelemen Ágost kölni hercegérsek
Kelemen Ágost bajor herceg (Clemens August Ferdinand Maria Hyazinth von Bayern) (Brüsszel, 1700. augusztus 16. – Koblenz, 1761. február 6.), a Wittelsbach-házból származó bajor választófejedelmi herceg (Kurprinz von Bayern), 1723–61-ig I. Kelemen Ágost néven Köln hercegérseke, és választófejedelme (Fürsterzbischof von Köln), a kölni fejedelemség világi birtokosa (Landesherr), a római Szentszék legátusa (legatus natus), a Német Lovagrend nagymestere (Hoch- und Deutschmeister des Deutschen Ordens), továbbá Regensburg, Münster, Osnabrück, Paderborn és Hildesheim hercegi rangú püspöke, Altötting prépostja.

## Élete

### Származása, testvérei
Kelemen Ágost Brüsszelben született 1700-ban. Édesapja II. Miksa Emánuel bajor választófejedelem (1662–1726) volt, császári tábornagy, sikeres hadvezér, aki 1683-ban részt vett a törököktől ostromolt Bécs felmentésében, majd főhadparancsokként a török ellen vezetett hadjáratokat Magyarországon. A császáriak 1688-ban az ő vezetésével foglalták el Nándorfehérvárt. 1692–1706 között a Spanyol Németalföld királyi kormányzója volt.
Édesanyja Terézia Kinga lengyel királyi hercegnő (1676–1730) volt, Miksa Emánuel második felesége, III. (Sobieski) János lengyel király és Mária Kazimira királyné (született Marie Casimire Louise de La Grange d’Arquien francia grófnő) leánya. Tíz gyermekük született, hatan érték meg a felnőttkort:
- Egy halva született fiú (1695).
- Maria Anna Karoline hercegnő (1696–1750), aki 1720-ban Therese Emanuele de corde Jesu néven belépett a klarissza apácák müncheni kolostorába.
- Károly Albert herceg (1697–1745), 1742-től német-római császár.
- Fülöp Móric Mária herceg (1698–1719), Paderborn és Münster posztumusz kinevezett püspöke (elhunytának híre még nem tudódott ki).
- Ferdinánd Mária Ince (1699–1738) császári tábornagy.
- Kelemen Ágost herceg (1700–1761), Köln hercegérseke és választófejedelme, a Német Lovagrend nagymestere.
- Vilmos herceg (1701–1704), kisgyermekként meghalt.
- Alajos János Adolf herceg (1702–1705), kisgyermekként meghalt.
- János Tivadar herceg (1703–1763) bíboros, Regensburg, Freising és Liège (Lüttich) hercegérseke.
- Miksa Emánuel Tamás herceg (1704–1709), kisgyermekként meghalt.

Volt még egy elhunyt féltestvére, József Ferdinánd Lipót herceg (1692–1699), Asztúria hercege, a spanyol trón örököse, apja első házasságából, Mária Antónia osztrák főhercegnővel (1669–1692), I. Lipót német-római császár és Margit Terézia császárné leányával. József Ferdinánd egy évvel Kelemen Ágost születése előtt halt meg, hatéves korában.

### Ifjúsága
Kelemen Ágost apja, Miksa Emánuel választófejedelem 1692–1706 között a Spanyol Németalföld császári kormányzójaként Brüsszelben élt, első gyermekei is itt születtek. Az utolsó spanyol Habsburg, a gyermektelen II. Károly spanyol király Miksa Emánuel legidősebb élő fiát, József Ferdinándot tette meg saját általános örökösévé. Az ő hirtelen halála 1699-ben, mindössze hatévesen (amelyet a francia udvar véleménye szerint Bécsből küldött méreg okozott) katasztrófát jelentett a Wittelsbachok nagyhatalmi terveinek.
Miksa Emánuel 1701-ben egész családjával és helytartói udvartartásával együtt visszatért Brüsszelből Münchenbe, és a Franciaország oldalán belépett a spanyol örökösödési háborúba. A bajor hadsereg az angol–holland–osztrák szövetség ellen harcolt a spanyol örökségéért. Közben Miksa Emánuel továbbra is a Spanyol-Németalföld Habsburg királyi helytartója maradt. 1704-ben a második höchstädti csatában Miksa Emánuel hadserege súlyos vereséget szenvedett egykori magyarországi harcostársától, Savoyai Jenő hercegtől. Bajorországot Miksa Emánuel apósának, I. Lipót császárnak csapatai szállták meg tíz évre. A választófejedelem Brüsszelbe menekült, csapataival és öccsével, József Kelemen herceggel, Köln hercegérsekével és választófejedelmével együtt. A Német-Római Birodalomban törvényen kívülinek nyilvánították, ezért Párizsba ment, és 1715-ig XIV. Lajos francia király védőszárnyai alatt élt. Bajorország régensi teendőit felesége, Terézia Kinga látta el, de 1705-ben az osztrák megszállók elől Velencébe menekült.
Miksa gyermekei, köztük Kelemen Ágost is Münchenben maradtak. 1706-ban I. József császár utasítására Kelemen Ágostot és fivéreit Klagenfurtba, majd 1712-ben Grazba vitték, ahol a császár felügyelete alatt komoly oktatásra és nevelésre fogták őket. Kelemen Ágost a jezsuitáknál kapott szigorú és alapos nevelést. József császár utódja, VI. Károly császár is fenntartotta ezt a rendelkezést. A bajor választófejelemi család tagjai csak 1715 áprilisában, a háború végeztével térhettek haza Münchenbe.

### Egyházfejedelmi pályája
Apja, Miksa Emánuel lankadatlanul igyekezett részt venni az európai nagyhatalmi játszmában. Fiait ennek megfelelően oktatta, pályájukat, házastársukat eszerint választotta. Kelemen Ágostot apja egyházfejedelmi pályára szánta, bátyjához, Fülöp Mórichoz és öccséhez, János Tivadarhoz hasonlóan. Feladatuk a Wittelsbach család hatalmának növelése, és birodalmi egyházi földterületek megszerzése volt. Apjuk Kelemen Ágostnak Freising, Regensburg és Speyer püspöki székét szánta. Bátyja, Fülöp Móric herceget Németország északnyugati vidékén kívánta magas egyházi méltóságokba segíteni.
1715-ben Kelemen Ágost felvette a tonzúrát, és Regensburg püspökének koadjutora lett. 1716–19 között Regensburg püspökeként működött. 1717–19 között bátyjával, Fülöp Móriccal együtt Rómába utazott teológiai tanulmányok folytatása céljából. Apja eközben mindkét fia számára szorgalmasan szervezte a további kinevezéseket egyházi hivatalokba és méltóságokba. 1719-ben Fülöp Móric herceg Rómában megkapta a himlőt és meghalt. Helyette öccse, Kelemen Ágost kapta meg Münster és Paderborn püspök-fejedelmének (Fürstbischof) méltóságát. A regensburgi püspöki helyet öccsének, János Tivadar hercegnek adta át.
1722-ben kinevezték a kölni hercegérsek koadjutorának, ezzel ő lett az érsek kijelölt utódja. A hivatalban lévő kölni érsek-fejedelem, József Kelemen herceg (II. Miksa Emánuel választófejedelem öccse) 1723-ban elhunyt, Kelemen Ágost megörökölte nagybátyjának érseki és választófejedelmi méltóságát. Ehhez 1724-ben megkapta Hildesheim püspökének címét, 1728-ban Osnabrück püspöke lett. Évtizedeken át egyszemélyben uralkodott öt egyházfejedelemségében, melyeket gyakorlatilag perszonálunióba foglalt. Birtokai után a köznyelv a Herr von Fünfkirchen (kb. „Öt templom Ura” melléknevet ragasztotta rá. A kormányzati munka legnagyobb részét főminiszterére, Caspar Anton von Belderbuschra bízta, aki Kölnből igazgatta az öt fejedelemséget.

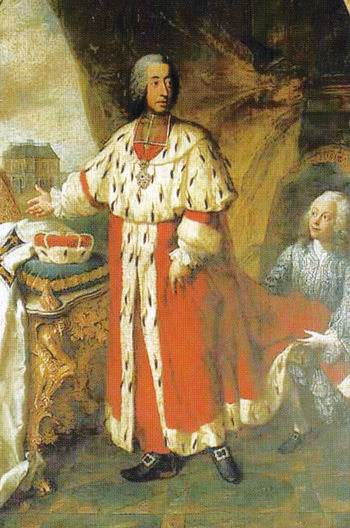
Kelemen Ágost kölni hercegérseki ornátusban
(Georges Desmarées festménye, 1746, az Augustusburg kastélyban).

Püspöki kinevezésének megerősítését XIII. Benedek pápa mindezek ellenére sokáig megtagadta, mert Kelemen Ágost hosszú időt át sem tett eleget nyomatékos felhívásának, és nem szenteltette magát pappá. Az érsekfejedelem végül 1725-ben szánta rá magát erre. A pappá szentelés szertartását München mellett, a schwabeni kastélyban ejtették meg. Apja, II. Miksa Emánuel választófejedelem 1726-ban elhunyt. A rákövetkező évben, 1727-ben Kelemen Ágostot püspökké szentelték, a szertartást maga XIII. Benedek pápa személyesen végezte.

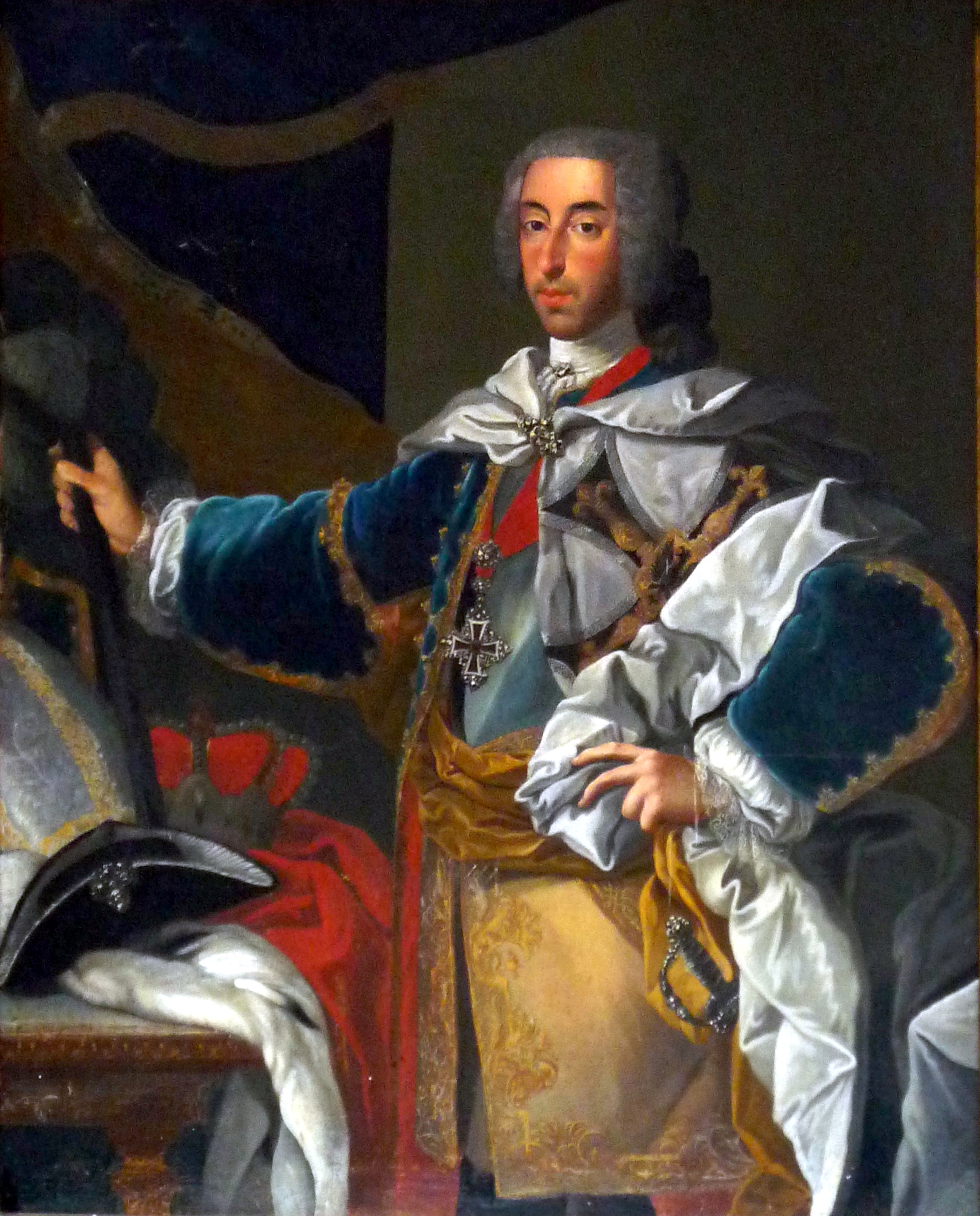
Kelemen Ágost a Német Lovagrend nagymesteri díszruhájában
(A kép Meersburg várában látható, Baden-Württembergben)

1732-ben, amikor a Német Lovagrend nagymestere, Lajos Ferenc pfalz-neuburgi herceg elhunyt, utódjául Kelemen Ágostot választották (ő lett a Rend 51. nagymestere).
A Német-római Birodalom történelmének alakulása révén Kelemen Ágostnak birodalmi hercegi jogállást (Reichsfürstenstand) is kapott, egyrészt mint világi uralkodó (választófejedelem), másrészt mint több egyházmegye püspöke. Ennek alapján tartományúri (Landesherr) hatalma volt, és a Birodalmi Gyűlésben több helyet birtokolt, több szavazat leadására volt joga. A Habsburg-házi VI. Károly császár halála után kitört osztrák örökösödési háború során bátyját, Károly Albert bajor választófejedelmet támogatta, aki (apjához hasonlóan) ismét Franciaország oldalára állt, a Habsburg Birodalom ellen fordult, és lankadatlanul küzdött a német-római császári trónért. Átmeneti hadisikereinek csúcspontján, 1742-ben a frankfurti Birodalmi Gyűlés (Kelemen Ágost szavazatával) császárrá választotta Károly Albertet. Kelemen Ágost hercegérsek 1742. február 12-én Frankfurtban ünnepélyes keretek közt császárrá koronázta bátyját, VII. Károly néven.
Császári bátyjának halála (1745) után Kelemen Ágost ismét Ausztria felé fordult, és igyekezett megjavítani kapcsolatait a Habsburgokkal. A hétéves háborúban (1756-tól) Kelemen Ágost már az osztrák oldalt támogatta, maga az osnabrücki püspökség lakossága inkább a porosz–hannoveri oldalhoz húzott.

### Magánélete, személyisége
Mechthilde Brion polgárleánnyal létesített titkos kapcsolatából egy törvénytelen leánya született, Anna Maria (1735–1783), akit később nemesi rangra emeltek, és Anna Marie zu Löwenfeld grófnő néven 1757-ben feleségül ment saját unokatestvéréhez, Franz Ludwig von Holnstein grófhoz (1723–1780), aki Kelemen Ágost bátyjának, Károly Albert hercegnek házasságon kívüli, de szintén grófi rangra emelt fia volt. 12 gyermekük született.
Kelemen Ágost herceget a ránk maradt források szerint szélsőséges érzelmi hullámzások jellemezték. Kétségbeesés és eufóriás rajongás között ingadozott. Rendtársát és barátját, Johann Baptist von Roll bárót, a Német Lovagrend tagját párbajban leszúrták. Kelemen Ágostot megviselte barátja halála, kedélyállapota ettől kezdve egyre romlott.

### Halála, utódai
A kölni választófejedelem 1761-ben hunyt el az ehrenbreitsteini Philippsburg Kastélyban (ma Koblenz város része). A kölni dómban temették el, síremléke ma is itt látható a Háromkirályok Kápolnája (Dreikönigenkapelle) előtt. A korban szokásos módon az uralkodók testének részeit többfelé bontva, több helyre temették, így szívét az altöttingi kegykápolnába vitték, belső részeit a bonni Szent Remigius templomba, agyát, szemeit és nyelvét a bonni kapucinusok bonni templomának kriptájába helyezték.
Utódja a kölni választófejedelmi és hercegérseki méltóságban Maximilian Friedrich von Königsegg-Rothenfels birodalmi gróf (1708–1784) lett, aki egyben megkapta Münster püspökének tisztségét is. A Német Lovagrend nagymesteri székében Lotaringiai Károly Sándor herceg (1712–1780), Lotaringiai Ferenc István hercegnek, a későbbi I. Ferenc német-római császárnak (1708–1765) öccse követte. Az osnabrücki püspöki szék 1764-ig betöltetlen maradt, a főpapi testület és III. György angol király keletkezett viták miatt. Három évig György király közvetlenül Londonból irányította az osnabrücki egyházmegyét, 1764-ben végül fiát, Frigyes Ágost yorki herceget nevezte ki püspöknek. A paderborni püspökségre Wilhelm Anton von der Asseburg herceget (1707–1782) nevezték ki.

## Építészeti és kulturális hagyatéka

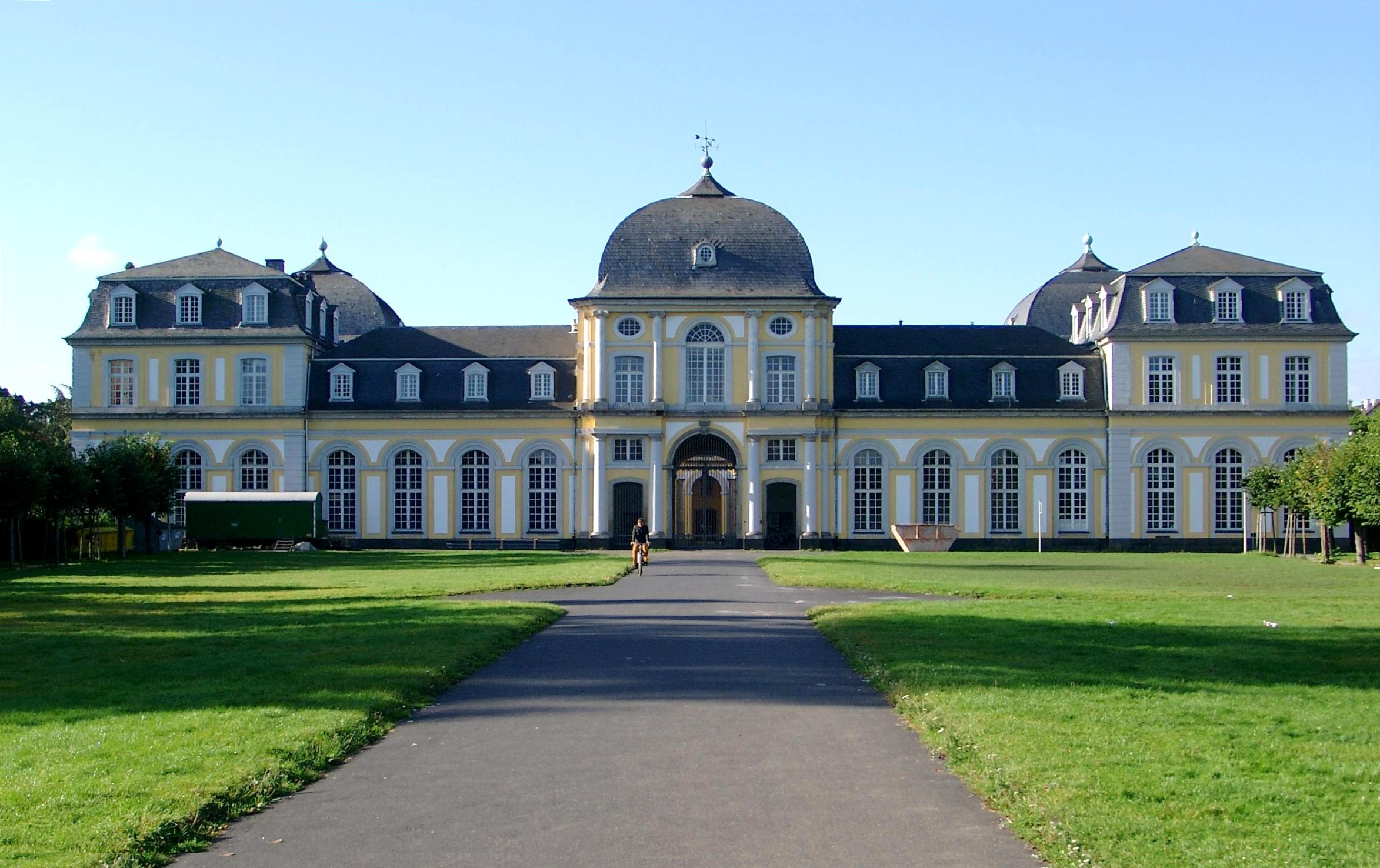
A poppelsdorfi kastély

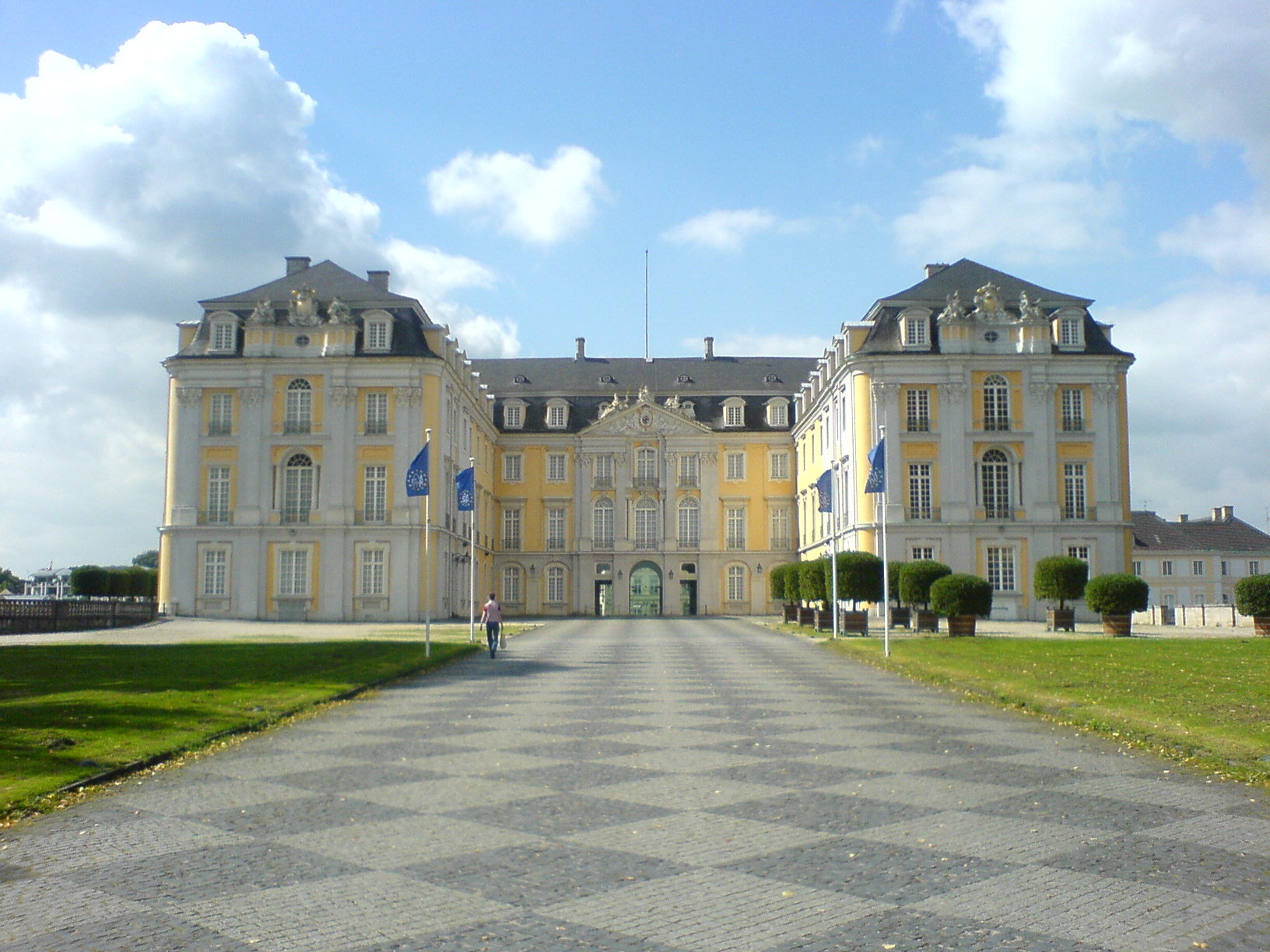
Az Augustusburg kastély díszudvara

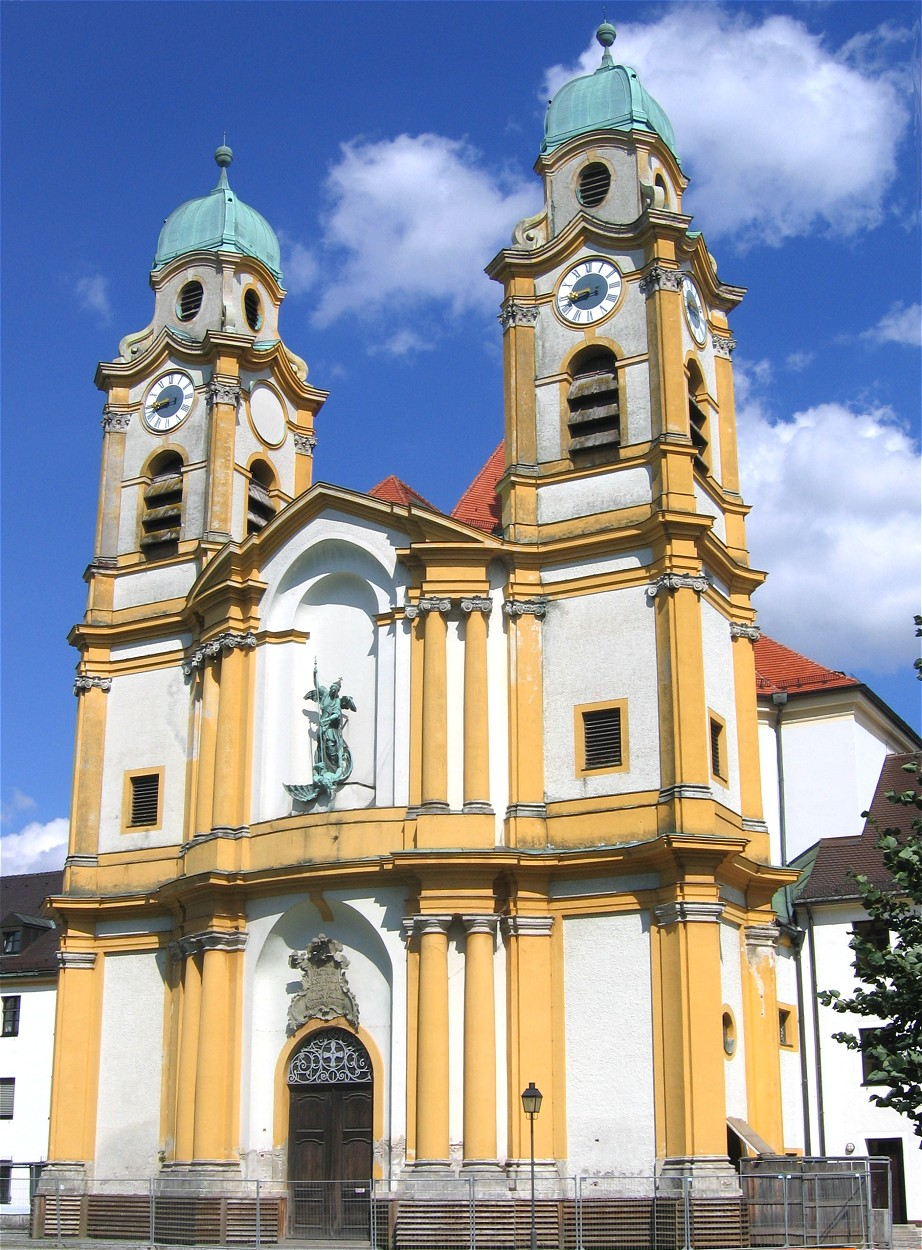
A Szent Mihály templom Berg am Laim-ban (ma München 14. kerülete).

Kelemen Ágost herceg széles látókörű, magasan képzett és művelt férfiú volt. Kifinomult érzéke volt a magas művészetek iránt. Apjának, Miksa Emánuelnek és uralkodó bátyjának, Károly Albertnek udvarában megismerhette a kor jónevű építő- és képzőművészeit. Vagyona és jövedelme módot adott rá, hogy meghívja őket saját udvarába és különleges feladatokkal bízza meg őket. Az utókor Kelemen Ákos herceget nem a nagy politikusok, hanem a nagyvonalú építtetők, művészetpártolók és műgyűjtők között tartja számon. Az uralkodása során készült épületek és képzőművészeti műtárgyak arról tanúskodnak, hogy szívesen költötte rájuk a pénzt, könnyed stílusuk életvidámságot és bizonyos léhaságot tükröz, ami olyan életszemléletre enged következtetni, ami egyházi személyhez kevéssé illő. Kelemen Ágost rendszeresen felhasználta politikai befolyását, hogy vagyonos köröktől is szerezzen adományokat. Ezeket gyakran az adományozók szándékával, a szerződésekkel ellentétesen, saját személyes szenvedélye szerint költötte el: drága bútorokat, műtárgyakat, a nagyúri pompa kellékeit vásárolta meg, kéjutazásokat tett. Politikai tevékenységét nem a Birodalom vagy saját tartományainak érdekei szerint folytatta, hanem azt nézte, honnan lehet újabb pénzeket felhajtani saját nagyúri passzióinak finanszírozására. Ennek mellékhatásaként a tartományaiban élő lakosság igen nagy részének életkörülményei jelentősen javultak. 1754-ben a választófejedelem csak Bonnban 1400 iparost foglalkoztatott.
A választófejedelem számos palota és kastély fölött rendelkezett, és uralkodása alatt újakat is épített. Ezek közé tartoznak az Augustusburg és Falkenlust kastélyok a Rajna-vidéki Brühl-ben. a Clemenswerth vadászkastély a münsterlandi Sögelben, az azóta elpusztult Herzogsfreude vadászkastély a Bonn melletti Kottenforstban. (Kelemen Ágost szenvedélyes vadász is volt). Uralkodása alatt épült a Szent Mihály-templom Berg am Laim-ban (ma München része). Kibővíttette és átépíttette a bonni Választófejedelmi Palotát (Bonner Residenz) és a Clemensruhe pihenőkastélyt (Poppelsdorfer Schloss), amelyeket elődjétől és nagybátyjától, József Kelemen hercegérsektől örökölt. Ugyanitt kiépítette a Poppelsdorfer Allee-t. Saját lakóhelyét a választófejedelemségéhez tartozó Vesztfáliai Hercegségben, az Arnsberg Kastélyban rendezte be, ezt 1729–30 között Johann Conrad Schlaun építőmesterrel reprezentatív uralkodói palotává alakíttatta át. Kelemen Ágost kezdeményezésére épült meg 1724–30 között a Münster-csatorna (ma: Max-Clemens-Kanal) első szakasza, amely Münster városát Németalfölddel volt hivatva összekötni.